# منتخب كولومبيا لاتحاد الرغبي
منتخب كولومبيا الوطني لاتحاد الرغبي (بالإسبانية: Selección de rugby de Colombia)‏ هو ممثل كولومبيا الرسمي في المنافسات الدولية في اتحاد الرغبي .